# Галье
Галье́ (фр. Galié, окс. Galièr) — коммуна во Франции, находится в регионе Юг — Пиренеи. Департамент — Верхняя Гаронна. Входит в состав кантона Барбазан. Округ коммуны — Сен-Годенс.
Код INSEE коммуны — 31207.

## География

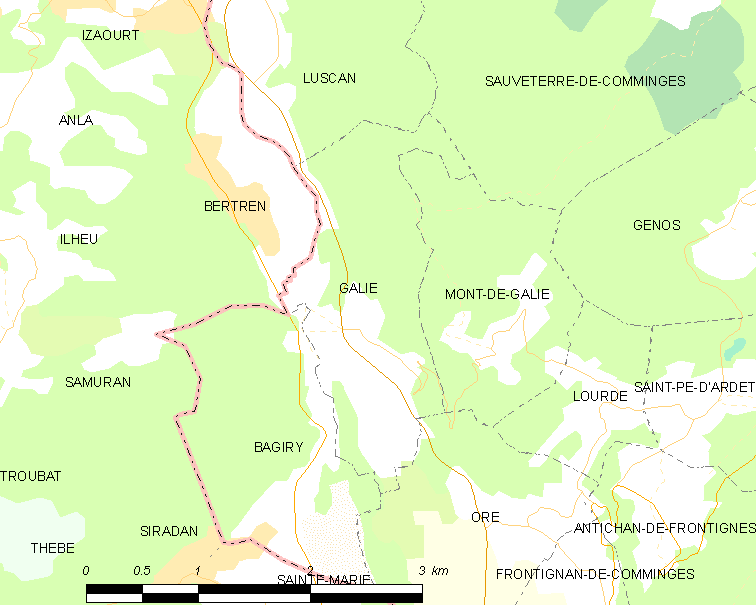
Карта коммуны

Коммуна расположена приблизительно в 670 км к югу от Парижа, в 95 км к юго-западу от Тулузы.
На западе коммуны протекает река Гаронна. Более половины территории коммуны занимают леса.

## Климат
Климат умеренно-океанический. Зима мягкая и снежная, весна характеризуется сильными дождями и грозами, лето сухое и жаркое, осень солнечная. Преобладают сильные юго-восточные и северо-западные ветры.

## Население
Население коммуны на 2010 год составляло 87 человек.
| 1962 | 1968 | 1975 | 1982 | 1990 | 1999 | 2010 |
| ---- | ---- | ---- | ---- | ---- | ---- | ---- |
| 95   | 73   | 77   | 86   | 66   | 78   | 87   |

## Администрация
| Период | Период | Фамилия     | Партия | Примечания |
| ------ | ------ | ----------- | ------ | ---------- |
| 2001   | 2008   | Жанин Суме  |        |            |
| 2008   | 2014   | Пьер Аб     |        |            |
| 2014   | 2020   | Моник Арино |        |            |

## Экономика
В 2010 году среди 57 человек трудоспособного возраста (15—64 лет) 39 были экономически активными, 18 — неактивными (показатель активности — 68,4 %, в 1999 году было 72,9 %). Из 39 активных жителей работали 37 человек (21 мужчина и 16 женщин), безработных было 2 (0 мужчин и 2 женщины). Среди 18 неактивных 5 человек были учениками или студентами, 8 — пенсионерами, 5 были неактивными по другим причинам.

## Достопримечательности
- Руины замка Галье (XIII—XIV века). Исторический памятник с 1970 года[4]
- Церковь Св. Назария

## Фотогалерея

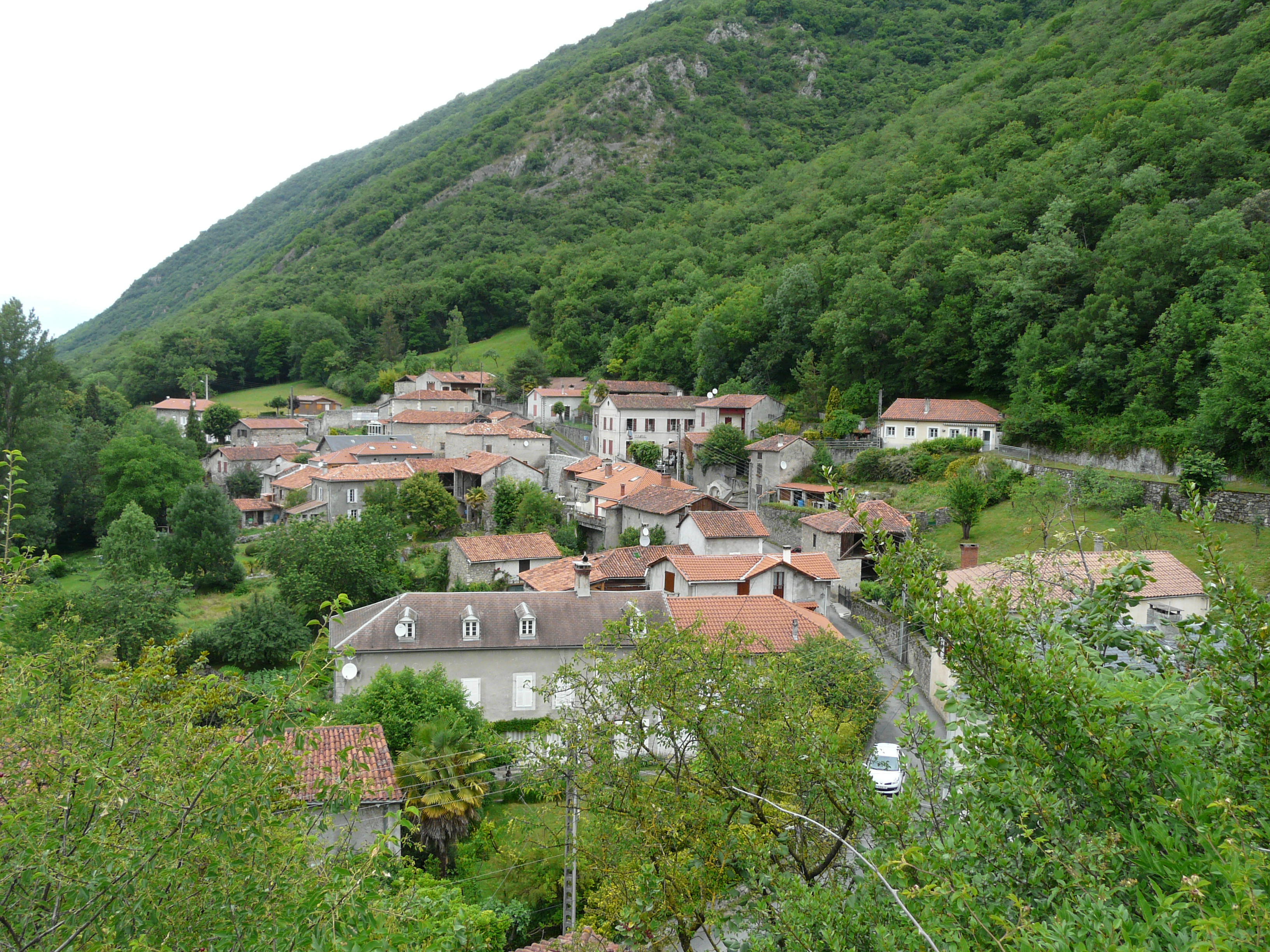
Галье
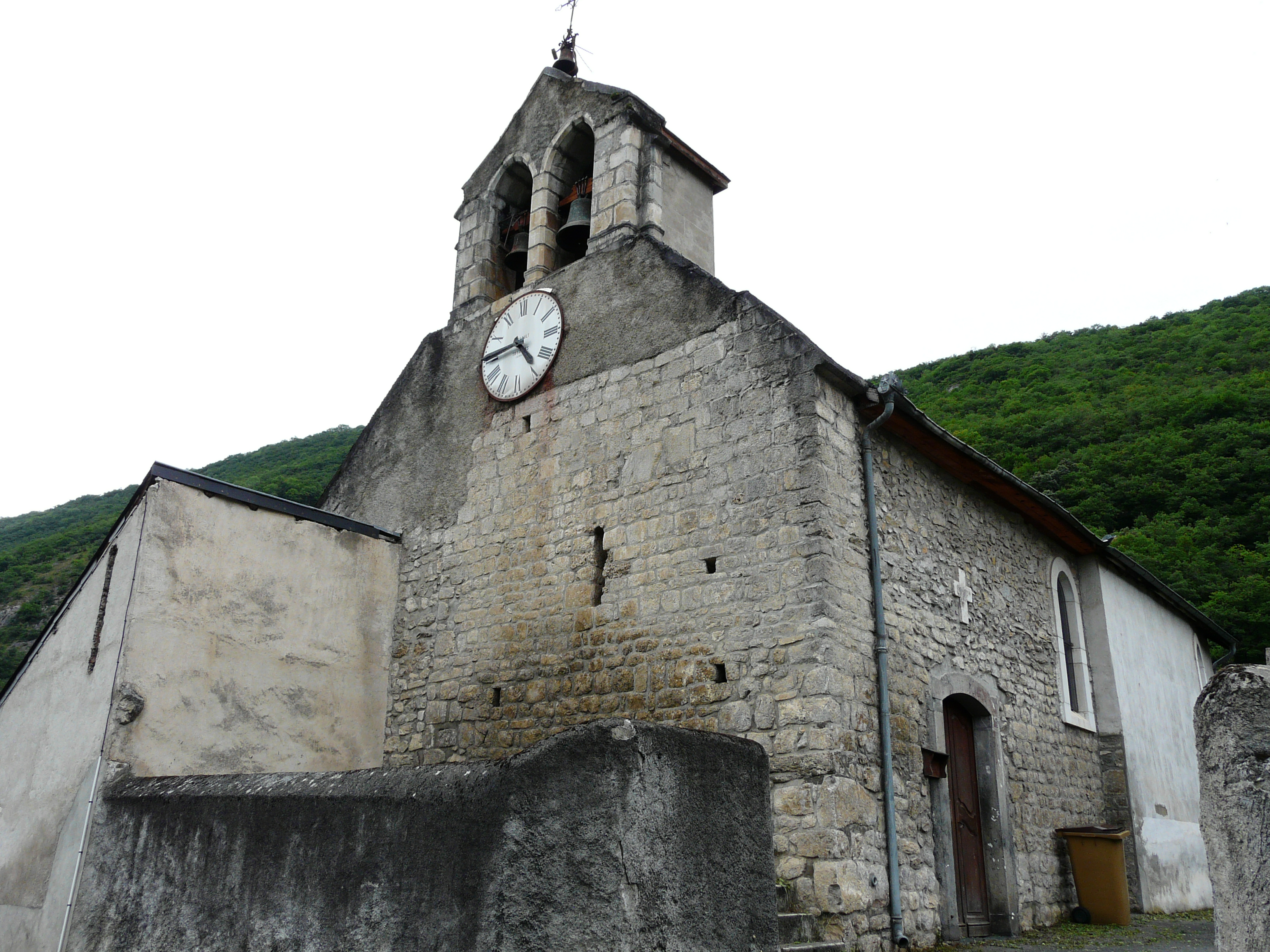
Церковь Св. Назария
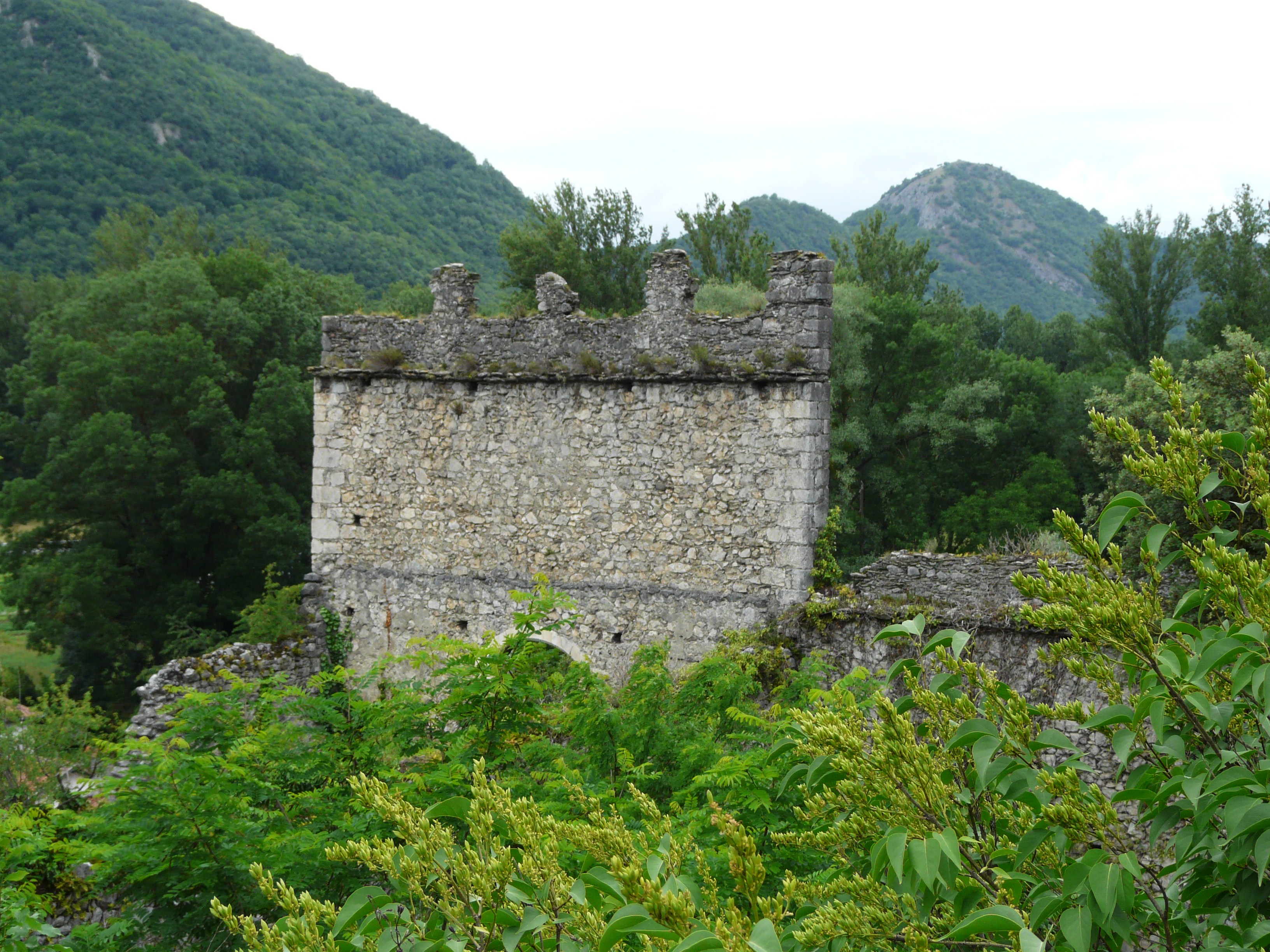
Руины замка Галье
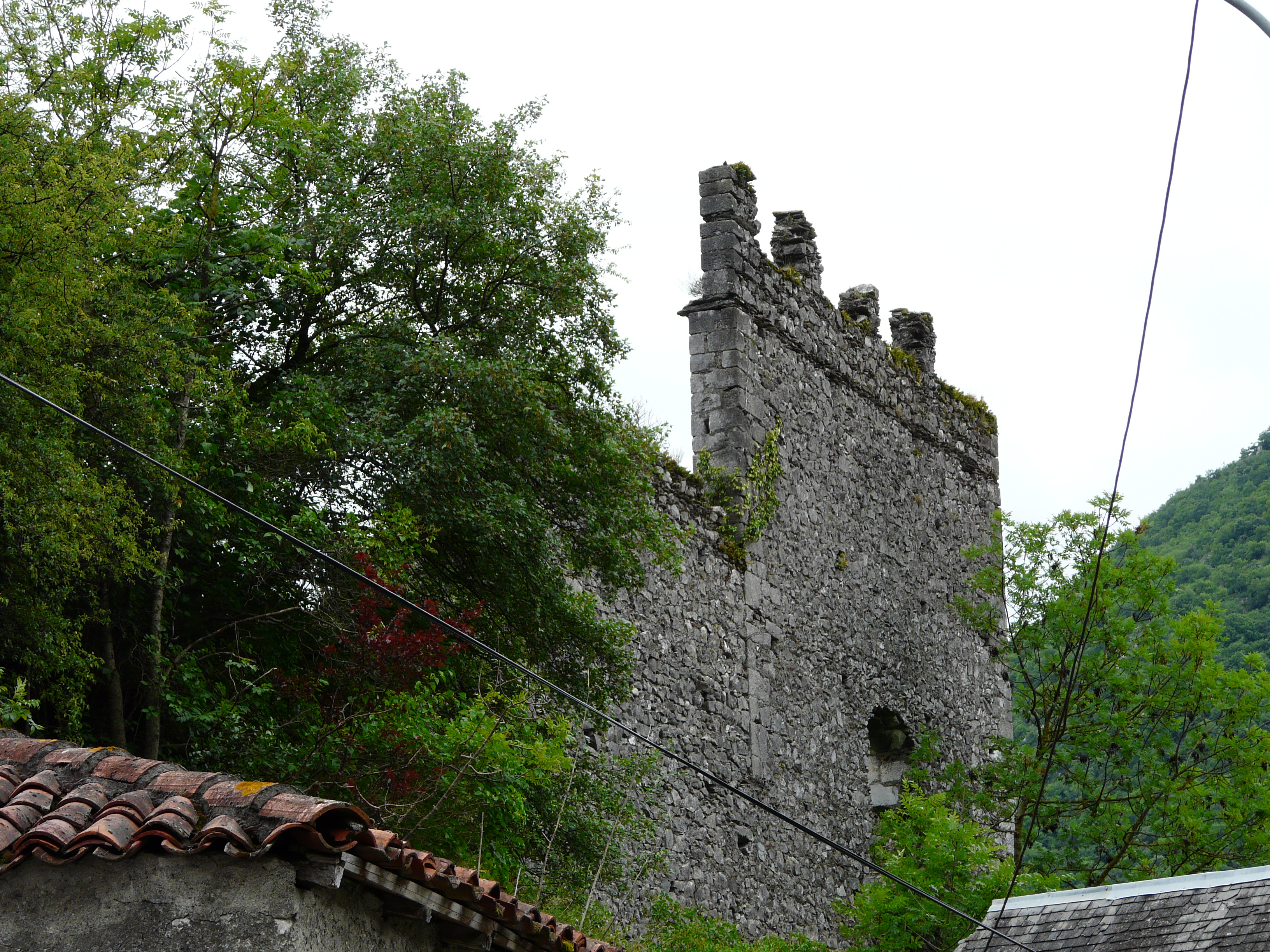
Руины замка Галье
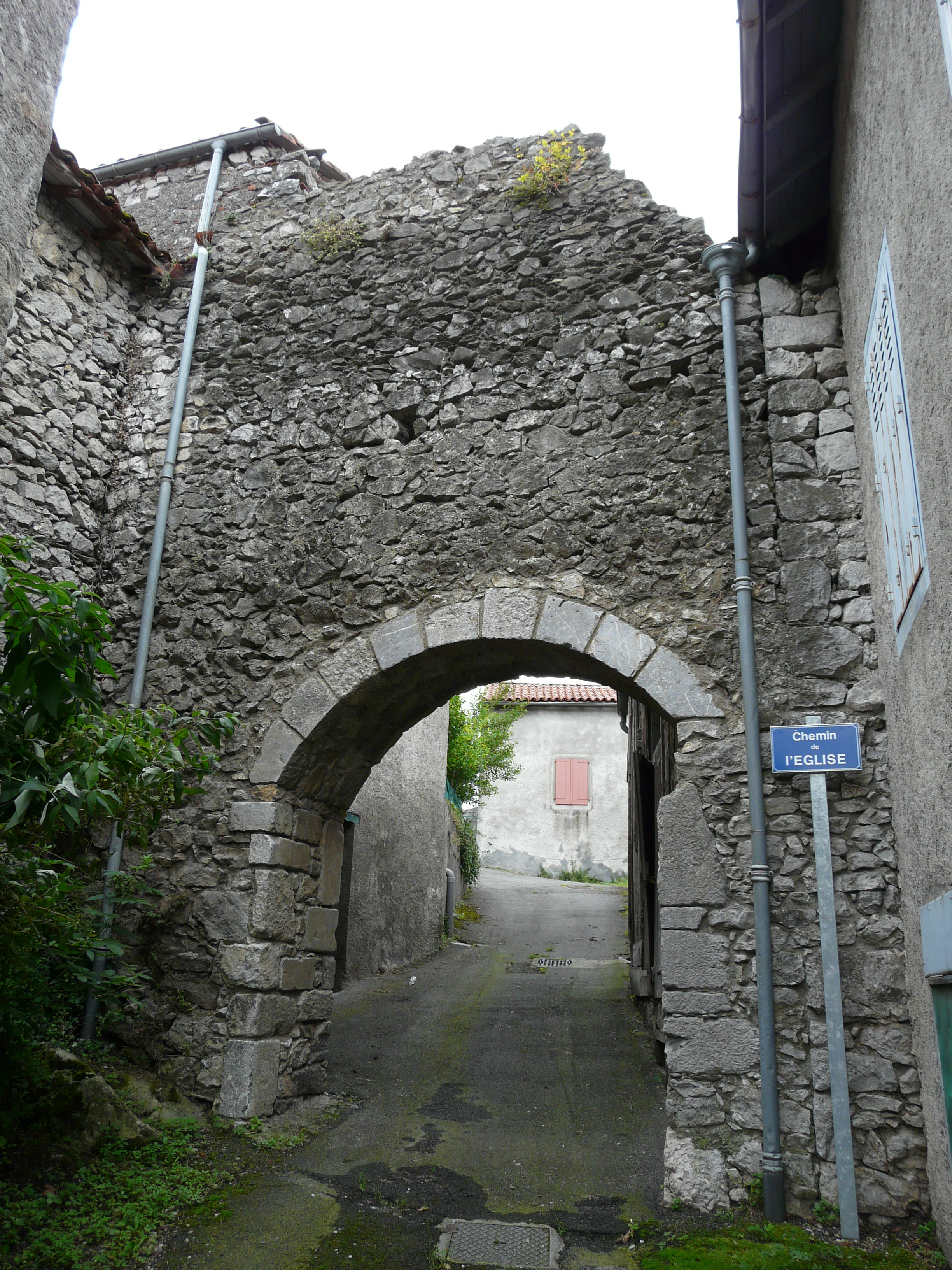
Крытый проход